# フロリダ湾
フロリダ湾（Florida Bay）は、フロリダ本土の南端（エバーグレーズ）とフロリダキーズの間に位置する入り江。その面積にはいろいろな定義があり、800平方マイル (2,100 km2)、あるいは850平方マイル (2,200 km2)、あるいは1,000平方マイル (2,600 km2)である。フロリダ湾のほぼ全ては、エバーグレーズ国立公園に含まれている。また、南端のフロリダキーズに沿って、ナショナルキーズ国立海洋保護区となっている。フロリダ湾の一部の湾泥は、古生物を調査するための標本として抜き取られた。湾には大きな漁場となっていると浅瀬と窪地がある。ここでは、マングローブフエダイやサバなどの魚が捕れる。
このエリアは、年間500もの竜巻が発生することから、「世界の竜巻首都」と考えられている。竜巻は、6月と10月に多いが、年中を通じて発生する。